# Erwin Mortier
Œuvres principales
- Marcel
- Ma seconde peau
- Sommeil des dieux

Erwin Mortier (Nevele, 28 novembre 1965) est un écrivain belge d'expression néerlandaise. Il grandit à Hansbeke, un village à proximité de Gand. Il habite avec le réalisateur de télévision et radio Lieven Vandenhaute.

## Éducation
Erwin Mortier a étudié l'histoire de l'art à l'Université de Gand, puis il a passé ensuite un diplôme d'infirmier psychiatrique, qui lui a permis de travailler au Museum Dr. Guislain à Gand de 1991 à 1999. Pendant ces huit années, il se consacra à l'histoire de la psychiatrie, et publia en même temps différents articles dans des revues littéraires telles que De Gids, De Revisor, le Nieuw Wereldtijdschrift et Optima.

## Carrière littéraire
Il publia son premier roman Marcel en 1999, qui fut acclamé dans les milieux littéraires. Il fut d'ailleurs couronné par le Gerard Walschapprijs en 1999, puis il reçut en 2000 le Lucy B. en C.W. van der Hoogtprijs, le Debutantenprijs et le Gouden Ezelsoor. En 2003, les Éditions Fayard en publie une traduction dans la collection Littérature étrangère.
En 2000, est publié Mijn tweede huid (traduit quatre ans plus tard aux Éditions Fayard sous le titre de Ma Deuxième Peau), qui connut un succès moins important mais qui fut néanmoins nommé pour différents prix.
En 2001, il publia un recueil de poèmes Vergeten Licht (Lumière oubliée" en français), qui reçut un an plus tard le Cees Buddingh'-prijs.
Son troisième roman parut en 2003, sous le titre Sluiertijd (Temps de pose, traduit en 2005). La même année, un recueil d'essais est publié sous le nom de Pleidooi voor de zonde (Playdoyer du péché en français).
En 2004, Erwin Mortier passe chez la maison d'édition De Bezige Bij, chez qui il publie un roman court, Alle Dagen Samen (traduit par Les dix doigts des jours, publié en 2007 chez Fayard). Il y décrit sept jours de la vie d'un enfant de cinq ans au chevet de son arrière-grand-parent agonisant.
Son roman le plus important, Godenslaap (Sommeil de dieux, traduit en 2010), paraît en 2008. Il reçoit le AKO Literatuurprijs et le Tzumprijs voor de beste literaire zin (prix récompensant chaque année depuis 2002 la meilleure phrase de la littérature néerlandaise) pour la phrase suivante:

« Ik volg de cadans van mijn handschrift en zoek naar de in letters gestolde, kwezelachtige wellust van het meisje dat ik ooit geweest moet zijn, het wicht dat op de drempel van haar adolescentie haar schriftuur even strak aantrok als de dunne lederen veters waarmee ze haar laarsjes dichtreeg – hoe ze het vlees van het woord in de baleinen van de zinsbouw dwong, tot haar eigen lijf vol striemen stond en ze naar uitbraak verlangde. »

Dont voici la traduction : En suivant la cadence de mon écriture, je cherche à retrouver,coagulée dans les caractères, la jouissance de la gamine godiche que je dois avoir été jadis, la pimbêche qui au seuil de l’adolescence serrait son style autant que les fins lacets de cuir de ses bottines – comment elle poussait la chair du mot dans les baleines de la phrase, jusqu’à ce que son propre corps soit couvert de marques et qu’elle ait envie de vomir.(trad. Marie Hooghe, Fayard, 2010)
Erwin Mortier est également billetiste au journal progressiste De Morgen. Compte tenu du contexte politique belge de début 2011, il s'est montré en faveur d'un niveau fédéral de culture, dans un texte intitulé Land zonder cultuur (Pays sans culture, en français) paru le samedi 5 mars 2011 dans De Morgen.

« Ik zal Vlaanderen pas als volwassen beschouwen wanneer het de creatie van een federaal cultuurniveau als een logiche stap in zijn culturele ontwikkeling ziet, en niet, wat tot op heden het geval is, een regressie naar een Belgique à papa dat al grotendeels dood en tot verdwijnen gedoemd is. »

Ce qui pourrait être traduit par: "Je considérerai la Flandre comme mature lorsqu'elle aura accepté dans son développement culturel la création d'un niveau culturel fédéral comme une étape logique, et non, ce qui a été le cas jusque maintenant, comme une régression vers la Belgique à papa qui est déjà en grande partie morte et condamnée à disparaître."
Il s'est également montré en faveur d'une circonscription fédérale accompagnée de l'abolition de la monarchie en faveur d'une république présidentielle.
Son ouvrage, paru en français sous le titre Psaumes balbutiés.Livre d'heures de ma mère (Fayard, avril 2013, traduit par Marie Hooghe), est un texte poignant, d'une très grande poésie, sur la maladie d'Alzheimer dont est atteinte sa mère.

## Publications
Les romans d'Erwin Mortier ont fait l'objet de traductions en français, afrikaans, anglais, allemand et espagnol. Toutes les traductions françaises, par Marie Hooghe, ont été publiées par les Éditions Fayard.
Romans
- Marcel (1999), trad. française : Marcel, traduit du néerlandais (Belgique) par Marie Hooghe (Prix de traduction Amédée Pichot 2003), Fayard, 2003.
- Mijn tweede huid (2000), trad. française : Ma seconde peau, traduit du néerlandais (Belgique) par Marie Hooghe,Fayard, 2004.
- Sluitertijd (2002), trad. française : Temps de pose, traduit du néerlandais (Belgique), par Marie Hooghe, Fayard, 2005.
- Alle dagen samen (2004), trad. française : Les dix doigts des jours, traduit du néerlandais (Belgique) par Marie Hooghe, Fayard, 2007.
- Godenslaap (2008), trad. française : Sommeil des dieux, traduit du néerlandais (Belgique) par Marie Hooghe, Fayard, 2010.
- Gestameld liedboek. Moedergetijden, De Bezige Bij, 2011, trad. française : Psaumes balbutiés. Livre d'heures de ma mère, traduit du néerlandais (Belgique), Fayard, 2013, Prix du Meilleur Livre étranger 2013 (catégorie "essais").
- De spiegelingen, 2014, trad. française : Miroitements, traduit du néerlandais (Belgique) par Marie Hooghe, Fayard, 2015.

Poèmes
- Vergeten licht, Meulenhoff, 2000.
- Uit één vinger valt men niet. Gedichten bij foto's van Lieve Blancquaert, De Bezige Bij, 2005.
- Voor de Stad en de Wereld, De Slegte, 2006.
- Stadsgedichten 2005–2006, 2007.

Recueils d'essais et autres
- Pleidooi voor de zonde, De Bezige Bij, 2003.
- Naar nergens smaken. Schrijverscredo, Literarte, 2005.
- Avonden op het landgoed. Op reis met Gerard Reve, De Bezige Bij, 2007.
- Afscheid van Congo, met Jef Geeraerts terug naar de evenaar, De Bezige Bij, 2010.

## Liens
- (nl) Site officiel d'Erwin Mortier
- (nl) Land zonder cultuur, billet d'Erwin Mortier paru le 5 mars 2011 dans De Morgen
- Interview en français sur le site la Libre, Erwin Mortier et le destin flamand.
- Interview en français sur le site de l'hebdomadaire du PTB.